# DMC 롯데캐슬 더 퍼스트
DMC 롯데캐슬 더 퍼스트(영어: DMC LOTTE CASTLE The First)는 대한민국 서울특별시 은평구 수색동에 위치한 아파트이다.